# Johan Adolf Kyander
Johan Adolf Kyander, född 21 november 1756 i Rantasalmi, död 25 juli 1809, var en finsk officer och godsägare.

## Biografi
Johan Adolf Kyanders föräldrar var underofficeren och lantbrukaren Anders Johansson Kyander (1722–1804) och Elisabet Armfelt (trol. 1729–1798). Han gifte sig 1792 med Brita Helena Heintzius (1766–1807), som var dotter till assessor Herman Johan Heintzius (1730–1784), auditör vid Karelens dragonregemente, och Maria Orraeus (1734–1794). Han blev genom äktenskapet ägare till Putkisalo herrgård från år 1792, den mest betydande egendomen i Rantasalmi.
 
Kyander växte upp på Kolkonhovi herrgård i Rantasalmi och anslöt sig 1773 som 17-åring till Savolax jägarregemente. Han blev underofficer vid samma regementes kompani i Rantasalmi 1780 och befordrad till fältväbel 1783. Under och efter Gustav III:s ryska krig 1788–1790 gjorde han en militär karriär och utnämndes till löjtnant av andra klassen (underlöjtnant) 1789. Liksom brodern Karl Magnus Kyander som tjänstgjorde i samma kompani torde han ha deltagit i slagen vid Laitasilta, Parkumäki och Porrassalmi. 1805 blev han löjtnant av första klassen och slutligen kapten 1808. Samma år införlivades Savolax Jägarregemente med den i finska kriget viktiga Savolaxbrigaden, odödliggjord inte minst genom Johan Ludvig Runebergs krigsepos Fänrik Ståls sägner. I slaget vid Lintulaks 1808 ledde han Tohmajärvi kompani och blev där omringad och tillfångatagen av ryssarna. Han blev frigiven på våren 1809 men avled samma sommar på Putkisalo herrgård.
Putkisalo övergick därefter i assessor Samuel Johan Antells ägo, som på Johan Adolf Kyanders dödsdag gifte sig med dottern Maria Elisabet och 1814 löste in hustruns morbror Paul Heintzius andel i godset. 1818 såldes godset vidare till Henrik Olivier Ungern. 
Johan Adolf Kyander var bror till fänriken Karl Magnus Kyander (1756–1809) och Maria Elisabet Kyander (1752–1806), gift med kronofogden Johan Olsonius, samt far till Maria Elisabet Kyander (1792–ca 1830), gift med assessor Samuel Johan Antell (1775–1843)  i hans första gifte, Lovisa Ulrika Kyander (1800–1840), även hon gift med Samuel Johan Antell i hans andra gifte, och löjtnanten i Preussens armé Adolf Henrik Kyander (1799–), vilken av politiska skäl flyttade till Sverige. Han var vidare morfar till godsägaren, guvernören (motsvarande landshövding), senatorn och geheimerådet Samuel Henrik Antell (1819–1874), vilken 1866 erhöll ryskt adelskap under namnet Antell och introducerades på det finska riddarhuset 1868.